# Nothin' but Trouble
| Críticas profissionais | Críticas profissionais |
| Avaliações da crítica  | Avaliações da crítica  |
| Fonte                  | Avaliação              |
| ---------------------- | ---------------------- |
| Allmusic               | [ 1 ]                  |

Nothin' But Trouble é o segundo álbum e o último álbum de estúdio da banda Blue Murder.

## Lista de faixas
Todas as faixas escritas por John Sykes exceto "Itchycoo Park" por Ronnie Lane e Steve Marriott
1. "We All Fall Down" - 4:47
2. "Itchycoo Park" - 3:46 (The Small Faces cover)
3. "Cry for Love" - 6:57
4. "Runaway" - 5:58
5. "Dance" - 4:08
6. "I'm on Fire" - 4:45
7. "Save My Love" - 4:48
8. "Love Child" - 5:29
9. "Shouldn't Have Let You Go" - 4:10
10. "I Need an Angel" - 7:02
11. "She Knows" - 3:38
12. "Bye Bye" - 4:14 (Japanese bonus track)

## Músicos
- John Sykes - vocais, guitarras, produção, engenheiro
- Marco Mendoza - baixo
- Tommy O'Steen - bateria, backing vocals

### Músicos adicionais
- Kelly Keeling - vocal na faixa 6, backing vocals
- Tony Franklin - baixo
- Carmine Appice - bateria
- Nik Green - teclados, engenheiro
- Jim Sitterly - violino

### Produção
- Robin Sloane - diretor criativo
- Alex Woltman - engenheiro
- Mike Fraser - mixagem
- George Marino - masterização